# Carlos Luis Spegazzini
Carlos Luis Spegazzini o Carlo Luigi Spegazzini (20 de abril de 1858 en Bairo, Turín, Italia - 1 de julio de 1926 en La Plata, Buenos Aires, Argentina) fue un botánico y micólogo ítalo-argentino. 
En su dilatada carrera, describió más de 2900 (2769 fanerógamas) nuevas especies para la ciencia pertenecientes a diversas familias de plantas y hongos.

## Biografía
Nació de los cónyuges Luis Spegazzini, general del ejército piamontés y luego de retirado dedicado a la docencia, y Carolina Turina, de profesión maestra y proveniente de una familia de diplomáticos.

### Formación en Italia
Carlos Luis Spegazzini concluyó su formación académica en Italia. Entre 1876 y 1879 concurrió a la Real Escuela de Viticultura y Enología en Conegliano, donde se especializó en el estudio de hongos, bajo la dirección del reconocido micólogo italiano Pietro Andrea Saccardo. Sus primeras publicaciones discurrieron sobre los hongos parasitarios en la vid, y los basidiomycotas y algunas variedades de ascomycotas comunes en Italia del Norte.

### Emigración a Argentina
Una vez finalizados sus estudios, Spegazzini parte hacia Sudamérica en 1879 con la intención de abordar el estudio de los hongos de la región. Tras una breve estadía en Brasil, donde se le imposibilita permanecer a causa de una epidemia de fiebre amarilla que afectaba a este país, arriba hacia fines de ese año a Argentina. País en el cual formaría más tarde su familia, al casarse con María De La Cruz Rodríguez, una joven aborigen originaria del chaco paraguayo, con quien tuvo sus once hijos y a los cuales llamó con nombres muy peculiares, según la serie etilénica de hidrocarburos. 
En 1880 es incorporado al Gabinete de Historia Natural de la Facultad de Ciencias Físico-Naturales de la Universidad de Buenos Aires, donde publica sus primeros trabajos en los Anales de la Sociedad Científica Argentina, siendo su primer hongo descripto el Agaricus platense.
En 1881 participa de la expedición ítalo-argentina “Bove” a la Patagonia, llegando hasta Tierra del Fuego, donde descubre y cataloga 1108 especies, de las cuales 461 eran hongos dados a conocer en dos trabajos de su autoría titulados Fungi Fuegiani de 1888 y Fungi Argentini de 1898.
El naufragio de la corbeta que trasladaba a los científicos por el Cabo de Hornos lo obliga a rescatar su herbario y su cuaderno de notas llevándolos a nado hasta la costa. La contingencia le da la posibilidad de conocer las culturas indígenas de Tierra del Fuego y aprender las lenguas fueguinas, a partir de lo cual se basa para escribir en el futuro un compendio de gramática alakaaluf.

### Radicación y obra en La Plata
Tras su regreso de Tierra del Fuego, Spegazzini integró la comisión encargada de definir el emplazamiento de la nueva capital de la Provincia de Buenos Aires, La Plata. Es en esa nueva y diseñada ciudad donde establece definitivamente su residencia desde 1884, primero en calle 56 y 10 y luego en 53 entre 3 y 4, donde luego funcionaría el instituto botánico que lleva su nombre. Al trasladarse a esta ciudad, participó de la fundación de la Universidad Provincial de La Plata (desde 1905 Universidad Nacional de La Plata). Allí se desempeñó como docente en Ciencias Naturales, Agronomía, Química y Farmacia y crea el Jardín Botánico y Arboretum de la Facultad de Agronomía. También organizó y supervisó la plantación de árboles en el Paseo del Bosque de la naciente ciudad.

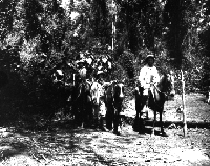
Imagen de una de las expediciones en las que participó Carlos Spegazzini

Posteriormente integró más de 20 expediciones con fines científicos por Argentina, Chile, Brasil y Paraguay.
Su colección, dividida entre el Herbario del Ministerio de Agricultura y su herbario particular, alcanzó a contener alrededor de 4000 variedades de hongos sudamericanos; entre ellos 2000 especies nuevas de la Argentina, 1000 de Chile, y 600 de Brasil y el Paraguay, con un total de 180 géneros nuevos. Fue monumental la magnitud de su labor, pues, previo a sus investigaciones en el país, la flora micológica argentina contaba con menos de 50 especies conocidas. Por esta razón, Spegazzini es considerado uno de los micólogos más reconocidos del mundo en su época. En 1898 asumió la dirección de la sección Botánica y Fitopatología del Ministerio. En colaboración con su hijo Carlos Propile Luis (fallecido en 1911), compiló el Herbario del Ministerio.

En 1924 editó la Revista Argentina de Botánica, de la cual aparecen 4 números, redactados exclusivamente por él. En octubre de 1925, en dicha revista se refirió a la muerte de la mayor de sus 10 hijos, Carolina Etile Spegazzini, farmacéutica y química, con las siguientes palabras:  
"El día 7 de mayo pasado perdí puedo decir casi improvisadamente, a mi hija mayor, la Dra. Etile Carola Spegazzini, arrebatada por un repentino y feroz ataque de apendicitis dejándome anonadado y sumido en la mayor desesperación pues no sólo era mi hija sino también mi activa ayudante y fiel secretaria, el verdadero apoyo moral y material de estos últimos años de mi vida".
Aproximadamente un año después de la muerte de su hija, que le afectó en su energía y salud, falleció el 1 de junio de 1926.

## Legado

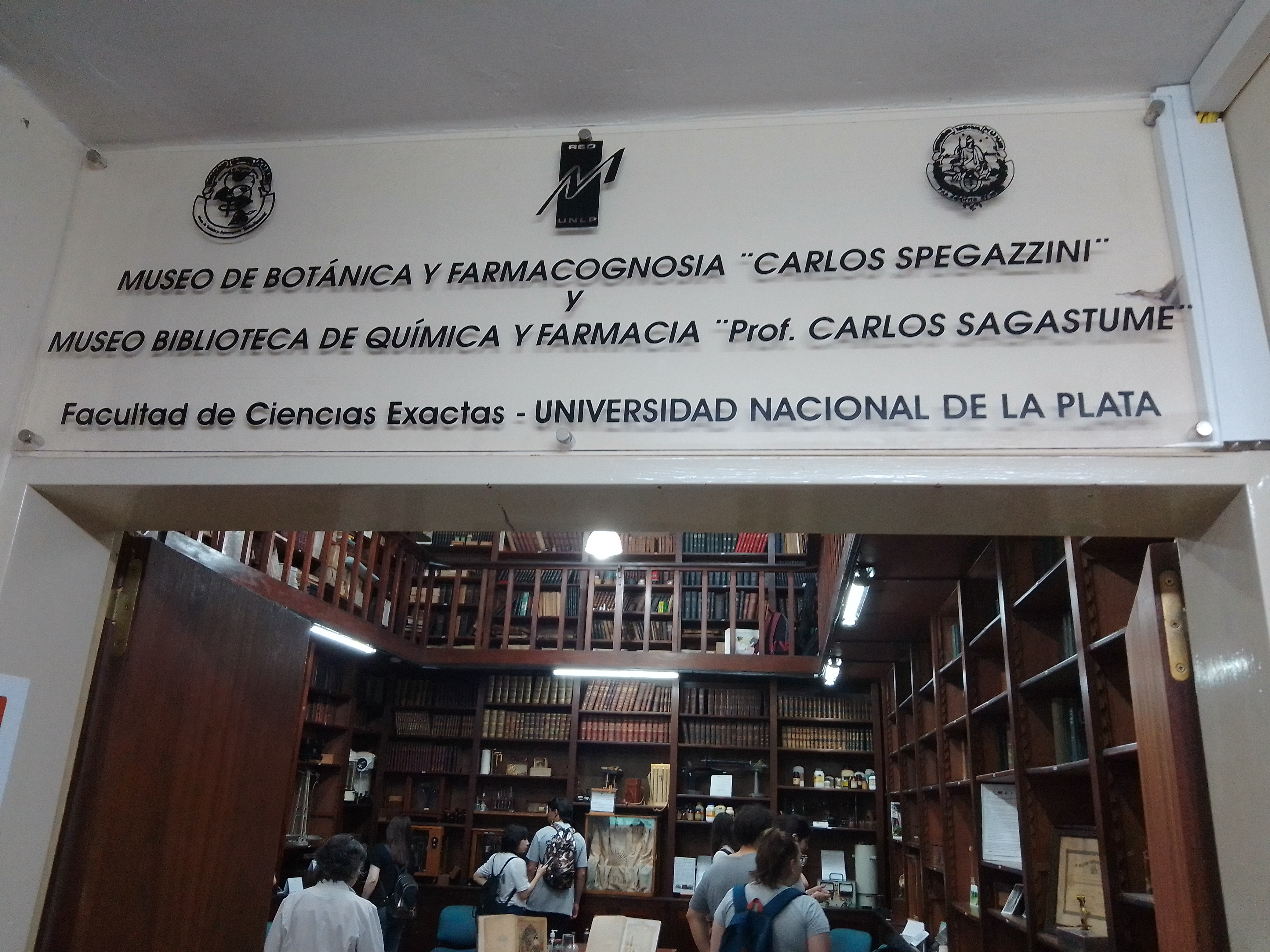
Museo de Botánica y Farmacognosia

En su testamento declara al Museo de Ciencias Naturales de La Plata heredero de su casa, sus colecciones y su instrumental científico, con el propósito de que fuera fundado un instituto de botánica que llevara su nombre. Es resultado de esta voluntad el Instituto Carlos Spegazzini, abierto en 1930, continuando hasta el presente. Asimismo, el Jardín Botánico y Arboretum, fundado en 1891, dependiente de la Facultad de Agrarias y Forestales, y el Museo de Botánica y Farmacognosia, fundado en 1947, de la Facultad de Exactas (ambas dependientes de la Universidad Nacional de La Plata) llevan su nombre.

## Reconocimiento

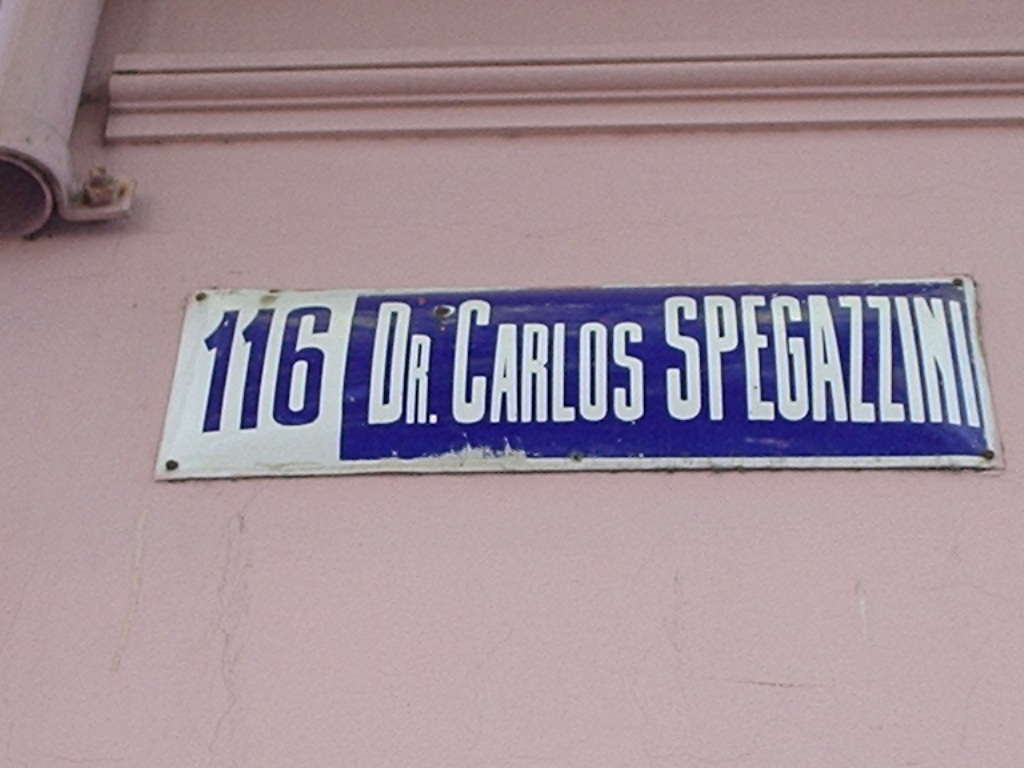
Calle 116 Dr. Carlos Spegazzini en La Plata

En su homenaje fueron denominadas numerosas especies de plantas y hongos, entre ellos el cactus Rebutia spegazziniana y Mimosa spegazzini.
Lo recuerdan igualmente el Glaciar Spegazzini en el parque nacional Los Glaciares, Santa Cruz; y la localidad de Carlos Spegazzini, en la provincia de Buenos Aires.
En Rosario, "Spegazzini" se refiere a la calle Carlos Spegazzini, ubicada en la zona norte de la ciudad, a la altura de calle Salvat 1100. Esta calle, junto con otras, homenajea al botánico ítalo-argentino Carlos Spegazzini, conocido por sus estudios de la flora y hongos en Argentina y otros países de América. 
En la ciudad de La Plata, mediante la Ordenanza Nº 54 del año 1936, la calle 116 pasa a llamarse Dr. Carlos Spegazzini. También es homenajeado con una calle en Buenos Aires, ubicada en la zona más cercana a Caballito del barrio de Almagro. Dicha calle es el pasaje "Carlos Spegazzini" de dos cuadras de extensión, que nace en la calle "Venezuela" y termina en la calle "México", ubicado entre las calles "José Mármol" y "Muñiz".
Un colega suyo, el doctor Silvio Dessy declaró:

"Spegazzini, en las muchas veces que honraba mi casa con su presencia, captaba mi atención con su interesantísimo conversar sobre plantas argentinas, sus propiedades, de interés médico o industrial, y los misterios de su biología. No solamente de plantas hablaba Spegazzini, el vasto campo de las ciencias naturales no tenía para él rincones inexplorados y el relato de sus viajes de estudio y de exploración por toda la República, la mayoría de los cuales remontaba a épocas en que el viajar resultaba todavía peligroso, era de un cautivante interés. Muchas veces lo insté a que escribiese la historia de su vida americana, había asistido y cooperado al maravilloso desarrollo de este país y nadie más autorizado que él, para relatar la evolucion de ese progreso incesante, en el largo sucederse de los años de su vida".
Silvio Dessy.

## Obra
- Fungi Patagonici. Spegazzini, Carlos. Ed. Buenos Aires, P. E. Coni, 1887. Contribuyó New York Botanical Garden

- Plantae novae v. criticae Reipublicae Argentinae. [Decas III]. Spegazzini, Carlos. Ed. La Plata, Solá, Sesé y Cia. 1897. Contribuyó New York Botanical Garden

- Stipeae Platenses / auctore Carolo Spegazzini. Spegazzini, Carlos. Ed. Montevideo: Establecimiento tipo-litográfico Oriental, 1901. Contribuyó New York Botanical Garden

- Flora de la Provincia de Buenos Aires. [Tomo 1]. Spegazzini, Carlos. Ed. Buenos Aires: M. Biedma è Hijo, 1905. Contribuyó New York Botanical Garden

- Contribución al estudio de la flora del Tandil, por C. Spegazzini. Spegazzini, Carlos. Ed. La Plata, 1901. Contribuyó New York Botanical Garden

- Fungi Fuegiani. Spegazzini, Carlos. Ed. Buenos Aires. P.E. Coni, 1887. Contribuyó New York Botanical Garden

- Fungi Puiggariani. Spegazzini, Carlos. — Puiggari, Juan Ignacio. Ed. Buenos Aires, Impr. de P.E. Coni, 1889. Contribuyó New York Botanical Garden

- Flora de la provincia de Buenos Aires. Spegazzini, Carlos. 1905

- Cactacearum Platensium Tentamen. En: An. del Museo Nacional de Buenos Aires. 3ª ed, vol. 4 : 477–521, online

- La abreviatura «Speg.» se emplea para indicar a Carlos Luis Spegazzini como autoridad en la descripción y clasificación científica de los vegetales.[9]